# Hors-d'oeuvre
Een hors-d'oeuvre (Frans: hors d'œuvre, "buiten het hoofdgerecht") maakt als voorgerecht deel uit van een maaltijd. Ook wordt het wel als middagmaaltijd geserveerd. Een hors-d'oeuvre bestaat vaak uit salade, kleine hapjes, vlees, vis, groente of brood. 